# Kyle Stolk
Kyle Stolk (28 juni 1996) is een in Zuid-Afrika geboren Nederlandse zwemmer.

## Carrière
Op de Europese kampioenschappen zwemmen jeugd 2013 in Poznań behaalde Stolk de zilveren medaille op de 100 meter vrije slag en eindigde hij als vierde op de 200 meter vrije slag.
Tijdens de Europese kampioenschappen zwemmen jeugd 2014 in Dordrecht werd de Nederlander Europees jeugdkampioen op de 200 meter vrije slag, daarnaast eindigde hij als vijfde op de 100 meter vrije slag en als zevende op de 200 meter wisselslag. Samen met Yoran Klos, Laurent Bams en Stan Pijnenburg eindigde hij als vijfde op de 4x100 meter vrije slag, op de gemengde 4x100 meter vrije slag veroverde hij samen met Tessa Vermeulen, Valerie van Roon en Laurent Bams de bronzen medaille. In Nanking nam Stolk deel aan de Olympische Jeugdzomerspelen 2014. Op dit toernooi sleepte hij de zilveren medaille in de wacht op de 200 meter vrije slag, op de 100 meter vrije slag eindigde hij op de vijfde plaats. Samen met Esmée Bos, Robin Neumann en Laurent Bams eindigde hij als vijfde op de gemengde 4x100 meter vrije slag.
Bij zijn internationale seniorendebuut, op de wereldkampioenschappen zwemmen 2015 in Kazan, werd de Nederlander uitgeschakeld in de series van de 200 meter vrije slag. Op de 4x200 meter vrije slag eindigde hij samen met Dion Dreesens, Joost Reijns en Sebastiaan Verschuren op de zevende plaats. Samen met Sebastiaan Verschuren, Marrit Steenbergen en Femke Heemskerk zwom hij in de series van de gemengde 4x100 meter vrije slag, in de finale legden Verschuren en Heemskerk samen met Joost Reijns en Ranomi Kromowidjojo beslag op de zilveren medaille. Voor zijn aandeel in de series werd Stolk beloond met de zilveren medaille.
Op de Europese kampioenschappen zwemmen 2016 in Londen strandde Stolk in de series van zowel de 100 als de 200 meter vrije slag. Op de 4x200 meter vrije slag werd hij samen met Dion Dreesens, Maarten Brzoskowski en Sebastiaan Verschuren Europees kampioen. Samen met Ben Schwietert, Marrit Steenbergen en Maud van der Meer zwom hij in de series van de gemengde 4x100 meter vrije slag, in de finale veroverden Schwietert en Van der Meer samen met Sebastiaan Verschuren en Ranomi Kromowidjojo de Europese titel. Voor zijn inspanningen in de series ontving Stolk eveneens de gouden medaille.

## Internationale toernooien
| Jaar | Olympische Spelen    | WK langebaan                                                                                      | WK kortebaan | EK langebaan | EK kortebaan  |
| ---- | -------------------- | ------------------------------------------------------------------------------------------------- | ------------ | --- | ------------- |
| 2015 |                      | 31e 200m vrije slag · 7e 4x200m vrije slag · 4x100m vrije slag gemengd* ·                         |              | | geen deelname |
| 2016 | 7e 4×200m vrije slag |                                                                                                   |              | 35e 100m vrije slag · 18e 200m vrije slag · 4x200m vrije slag · 4x100m vrije slag gemengd* ·                                                          |               |
| 2017 |                      | 31e 200m vrije slag · 10e 4x100m vrije slag · 7e 4x200m vrije slag · 4x100m vrije slag gemengd* · |              | |               |
| 2018 |                      |                                                                                                   |              | 15e 100m vrije slag · 14e 200m vrije slag · 6e 4x100m vrije slag · 7e 4x200m vrije slag · 4x100m vrije slag gemengd* · 6e 4x200m vrije slag gemengd · |               |
| 2019 |                      | 25e 100m vrije slag 16e 4×100m vrije slag 6e 4×100m vrije slag gemengd                            |              | |               |

- - Stolk zwom enkel de series

## Persoonlijke records
Bijgewerkt tot en met 13 april 2019
Kortebaan
| Afstand         | Tijd       | Datum            | Plaats     |
| --------------- | ---------- | ---------------- | ---------- |
| 50m vrije slag  | 21,69      | 2 december 2018  | Amsterdam  |
| 100m vrije slag | 46,93      | 6 augustus 2017  | Berlijn    |
| 200m vrije slag | 1.42,81    | 7 augustus 2017  | Berlijn    |
| 100m wisselslag | 51,99      | 17 december 2017 | Kopenhagen |
| 200m wisselslag | NR 1.54,33 | 6 augustus 2017  | Berlijn    |

Langebaan
| Afstand         | Tijd    | Datum         | Plaats    |
| --------------- | ------- | ------------- | --------- |
| 50m vrije slag  | 22,63   | 15 april 2018 | Eindhoven |
| 100m vrije slag | 48,53   | 13 april 2019 | Eindhoven |
| 200m vrije slag | 1.47,45 | 28 juli 2017  | Boedapest |
| 200m wisselslag | 2.01,48 | 6 april 2016  | Eindhoven |